# Episodi di Night Visions
La prima e unica stagione della serie televisiva Night Visions è stata trasmessa negli Stati Uniti a partire dal 12 luglio 2001 sul canale Fox.
| nº | Titolo originale              | Titolo italiano            | Prima TV USA     | Prima TV Italia |
| -- | ----------------------------- | -------------------------- | ---------------- | --------------- |
| 1  | The Passenger List            | L'elenco passeggeri        | 12 luglio 2001   |                 |
| 2  | The Bokor                     | Non si gioca con i morti   |                  |                 |
| 3  | Dead Air                      | Morte in diretta           |                  |                 |
| 4  | Renovation                    | In balia del passato       |                  |                 |
| 5  | A View Through the Window     | La finestra Extratemporale | 19 luglio 2001   |                 |
| 6  | Quiet Please                  | Il prezzo del silenzio     |                  |                 |
| 7  | Now He's Coming Up the Stairs | Oltre i limiti             | 26 luglio 2001   |                 |
| 8  | Used Car                      | Il segreto                 |                  |                 |
| 9  | Rest Stop                     | La sosta                   | 2 agosto 2001    |                 |
| 10 | After Life                    | L'aldilà                   |                  |                 |
| 11 | If a Tree Falls               | Una seconda possibilità    | 9 agosto 2001    |                 |
| 12 | The Occupant                  | L'invasore                 |                  |                 |
| 13 | Reunion                       | La reimpatriata            | 16 agosto 2001   |                 |
| 14 | Neighborhood Watch            | Un quartiere tranquillo    |                  |                 |
| 15 | Bitter Harvest                | La vendetta                | 23 agosto 2001   |                 |
| 16 | My So-Called Life and Death   | Fantasmi                   |                  |                 |
| 17 | The Doghouse                  | Il cane randagio           | 30 agosto 2001   |                 |
| 18 | Still Life                    | Crudele realtà             |                  |                 |
| 19 | Hate Puppet                   | La marionetta dell'odio    | 6 settembre 2001 |                 |
| 20 | Darkness                      | La sorpresa                |                  |                 |
| 21 | The Maze                      | Il labirinto               |                  |                 |
| 22 | Harmony                       | La bestia                  |                  |                 |
| 23 | Cargo                         | Clandestini a bordo        |                  |                 |
| 24 | Switch                        | L'ipnosi                   |                  |                 |
| 25 | Patterns                      | Ossessioni                 |                  |                 |
| 26 | Voices                        | La voce della coscienza    |                  |                 |